# Boentuka
Boentuka is een bestuurslaag in het regentschap Timor Tengah Selatan van de provincie Oost-Nusa Tenggara, Indonesië. Boentuka telt 1748 inwoners (volkstelling 2010).